# Jaych al-Tahrir al-Cham
Ne doit pas être confondu avec Jaych al-Tahrir ou Hayat Tahrir al-Cham.
Jaych al-Tahrir al-Cham (arabe : جيش التحرير الشام, « L'Armée de la Libération du Levant ») est un groupe rebelle de la guerre civile syrienne.

## Logos

Premier logo de Jaych al-Tahrir al-Cham.
Deuxième logo de Jaych al-Tahrir al-Cham, à partir de février 2017.

## Formation
Le groupe est fondé en 2013 par des déserteurs de l'armée syrienne,

## Affiliations
Jaych al-Tahrir al-Cham est affilié à l'Armée syrienne libre et fait partie de la cinquantaine de brigades de l'ASL qui forment le Front du Sud le 14 février 2014.

## Commandement
Le groupe est fondé et dirigé par le capitaine Firas Ibn Bitar et le commandant adjoint est Zuhair Mohammed,,.

## Zones d'opérations
Jaych al-Tahrir al-Cham est actif dans les montagnes du Qalamoun, dans le Gouvernorat de Rif Dimachq,. En 2013, le groupe est présent dans le quartier de Jobar, dans la Ghouta orientale, et plusieurs de ses hommes sont touchés par des attaques chimiques. Fin 2016 et début 2017, le groupe prend part à la bataille de Wadi Barada.